# 東方寬頭喉盤魚
東方寬頭喉盤魚（學名：Cochleoceps orientalis）為輻鰭魚綱鱸形目喉盤魚亞目喉盤魚科的其中一種，分布於西南太平洋澳洲新南威爾斯至維多利亞省海域，深度3至40公尺，本魚體延長，前部平扁，後部側扁，體無鱗片，覆有粘液層，腹鰭結合成中等大小的雙吸盤，體色綠色至黃色，帶有深紅色或棕色的可變斑點，背部和側面有細小的虹彩藍色劃線、線條和斑點，尾鰭圓形，背鰭軟條5-6枚、臀鰭軟條4-6枚，體長可達5.5公分，屬底棲性魚類，常在海綿及海鞘發現其蹤跡，會清潔其他魚類，以其身上的寄生蟲為食。
其种加词“orientalis”意为“东方的”。